# Tabarka (délégation)
Tabarka est une délégation tunisienne dépendant du gouvernorat de Jendouba.
En 2004, elle compte 45 494 habitants dont 22 696 hommes et 22 798 femmes répartis dans 10 497 ménages et 13 548 logements. En 2014, elle compte 48 993 habitants dont 24 198 hommes et 24 795 femmes.